# Daniele Fontecchio
Daniele Fontecchio (Pescara, 29 dicembre 1960) è un ex ostacolista italiano, vicecampione europeo indoor sui 60 metri ostacoli.
È l’ex marito di Amalia Pomilio, cestista che ha giocato in Nazionale, ed è il padre dei cestisti Luca e Simone.

## Carriera
Semifinalista ai Giochi olimpici di Los Angeles 1984, è stato dieci volte campione italiano.

## Palmarès
| Anno | Manifestazione            | Sede       | Risultato | Gara     | Tempo  | Note                          |
| ---- | ------------------------- | ---------- | --------- | -------- | ------ | ----------------------------- |
| 1986 | Campionati europei indoor | Madrid     | Argento   | 60 m hs  | 7:70   | [ 2 ]                         |
| 1983 | Giochi del Mediterraneo   | Casablanca | Bronzo    | 110 m hs | 13:64w |                               |
| 1985 | Coppa Europa              | Mosca      | Argento   | 110 m hs | 13:66  | Miglior prestazione personale |

## Altri risultati
Campionati italiani assoluti
- Oro: 6 volte (nei 110 m hs dal 1981 al 1986)[3]

Campionati italiani indoor
- Oro: 4 volte (nei 60 m hs dal 1982 al 1985)[4]